# P/2018 C1 (Lemmon-Read)
P/2018 C1 (Lemmon-Read) — короткоперіодична комета із сім'ї Юпітера. Відкрита 4 і 9 лютого 2018 року; була 19.1m на час відкриття.